# Saudi Cup
Saudi Cup, är ett saudiskt galopplöp för fullblodshästar, som årligen rids på King Abdul Aziz Equestrian Square i Riyadh i Saudiarabien varje februari. Det är sedan 2022 ett Grupp 1-löp, det vill säga ett löp av högsta internationella klass.
Löpet är det mest penningstinna i världen, då den samlade prissumman är 20 miljoner dollar, varav 10 miljoner dollar till segrande häst.
Löpet rids fyra veckor efter Pegasus World Cup på Gulfstream Park, Florida, och fyra veckor före Dubai World Cup på Meydan Racecourse, Dubai, vilket gör det möjligt för hästar att delta i alla löpen om så önskas.

## Historia
Första upplagan av Saudi Cup reds den 29 februari 2020 över distansen 1 800 meter, och vanns av den amerikanska hästen Maximum Security som reds av Luis Saez. Saudiarabiens förbund The Jockey Club of Saudi Arabia meddelade två månader efter löpet att Maximum Securitys prispengar skulle frysas, i väntan på en pågående utredning av Jason Servis i USA. Till oktober 2021 har inte utredningen blivit klar, och prispengarna är fortfarande frysta.

## Segrare
| År   | Häst             | Ålder | Jockey            | Tränare         | Tid     |
| ---- | ---------------- | ----- | ----------------- | --------------- | ------- |
| 2023 | Panthalassa      | 6     | Yutaka Yoshida    | Yoshito Yahagi  | 1:50.80 |
| 2022 | Emblem Road      | 4     | Wigberto S. Ramos | Mitab Almulawah | 1:50.53 |
| 2021 | Mishriff         | 4     | David Egan        | John Gosden     | 1:49.59 |
| 2020 | Maximum Security | 4     | Luis Saez         | Jason Servis    | 1:50.59 |